# Uña (kommunhuvudort)
Uña är en kommunhuvudort i Spanien.   Den ligger i provinsen Provincia de Cuenca och regionen Kastilien-La Mancha, i den centrala delen av landet, 150 km öster om huvudstaden Madrid. Uña ligger 1 140 meter över havet och antalet invånare är 138. Den ligger vid sjön Laguna de Uña.
Terrängen runt Uña är huvudsakligen lite kuperad. Uña ligger nere i en dal. Runt Uña är det ganska glesbefolkat, med 39 invånare per kvadratkilometer. Närmaste större samhälle är Villalba de la Sierra, 9,5 km väster om Uña. 